# Vellerot-lès-Belvoir
Vellerot-lès-Belvoir là một xã của tỉnh Doubs, thuộc vùng Bourgogne-Franche-Comté, miền đông nước Pháp.

## Dân số
| 1962                                 | 1968 | 1975 | 1982 | 1990 | 1999 |
| ------------------------------------ | ---- | ---- | ---- | ---- | ---- |
| 129                                  | 137  | 136  | 144  | 120  | 121  |
| Từ năm 1962: Dân số không tính trùng |      |      |      |      |      |